# Gaborowa Przełęcz

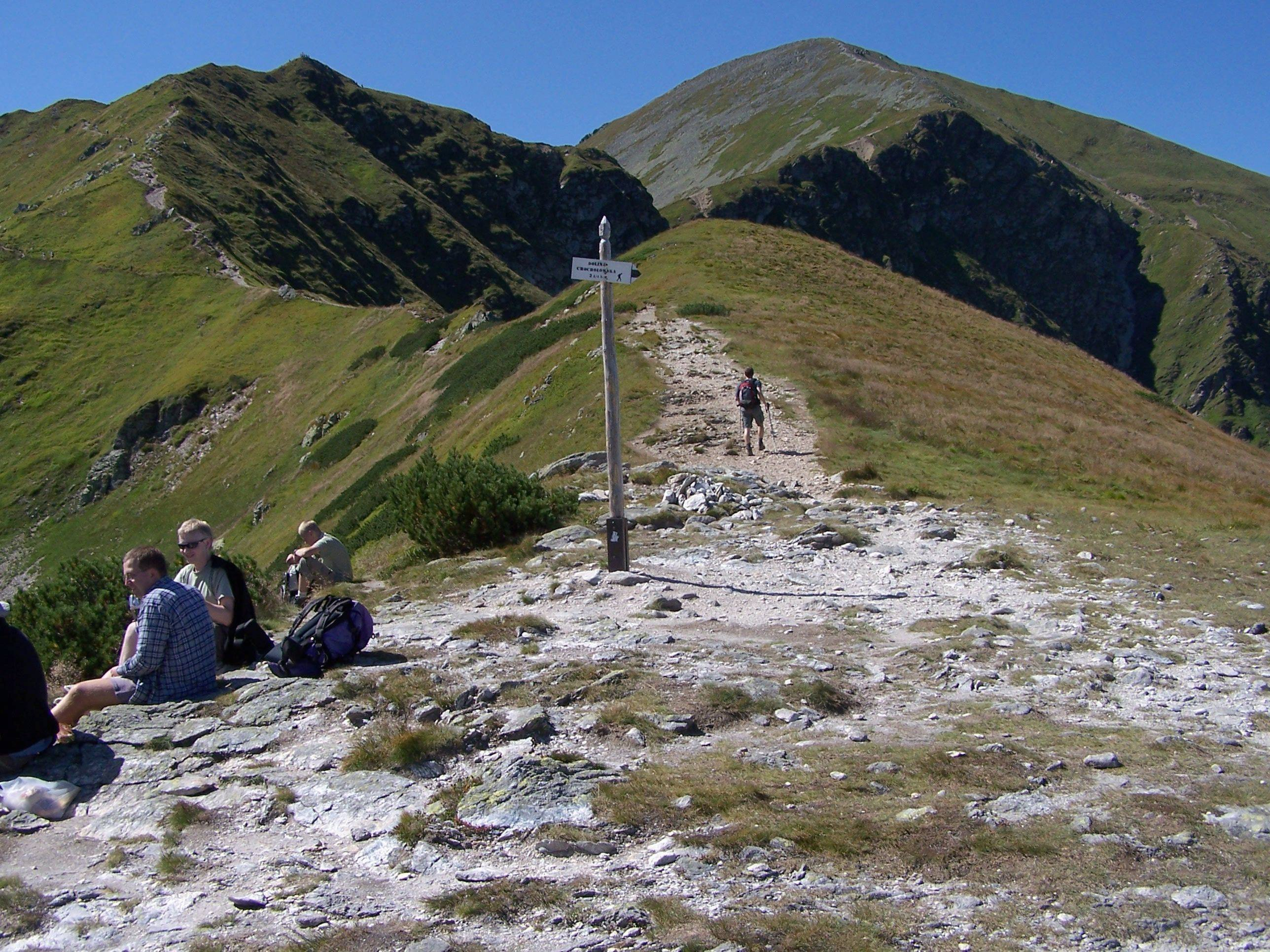
Widok z Siwej Przełęczy na Siwy Zwornik, Gaborową Przełęcz Niżnią i Starorobociański Wierch

Gaborowa Przełęcz (słow. Gaborovo sedlo) – znajdująca się na wysokości 1938 m n.p.m. niewybitna przełęcz w grani głównej Tatr Zachodnich pomiędzy Siwym Zwornikiem (1965 m) a Starorobociańskim Wierchem (2176 m). Na niektórych mapach opisana jest jako Gaborowa Przełęcz Niżnia. Nazwa przełęczy pochodzi od Doliny Gaborowej, znajdującej się po południowej stronie przełęczy.
Z nazewnictwem tej przełęczy oraz sąsiedniej we wschodnim kierunku przełęczy Liliowy Karb istniało wiele nieporozumień. Gaborowa Przełęcz nazywana była dawniej Gaborowym Zadkiem lub Raczkową Przełęczą, co wprowadzało zamieszanie, gdyż Słowacy Raczkową Przełęczą (Račkovo sedlo) nazywają przełęcz pomiędzy Starorobociańskim Wierchem i Kończystym Wierchem (po polsku Starorobociańską Przełęcz). Według Wielkiej encyklopedii tatrzańskiej obydwie te nazwy są błędne. Józef Nyka w popularnym przewodniku Tatry polskie używał nazwy Raczkowa Przełęcz bez precyzyjnego uściślenia, czy nazwa ta dotyczy Gaborowej Przełęczy, czy Liliowego Karbu, zaznacza jednak, że nazwa ta jest wypierana przez Gaborową Przełęcz.
Przez szczyty te i przełęcz główną granią biegnie granica polsko-słowacka. Po północnej stronie stoki przełęczy opadające do górnej części Doliny Starorobociańskiej podcięte są stromymi urwiskami, tzw. Wielkimi Jamami. Po południowej, słowackiej stronie stoki łagodnie opadają do wysoko położonej Doliny Gaborowej. Rejon przełęczy zbudowany jest ze skał krystalicznych.

## Szlaki turystyczne
szlak biegnący główną granią Tatr z Kończystego Wierchu przez Starorobociański Wierch i Gaborową Przełęcz, a dalej przez przełęcz Liliowy Karb i Liliowe Turnie na Błyszcz. Czas przejścia ze Starorobociańskiego Wierchu na Liliowy Karb: 25 min, z powrotem 35 min